# Rozkochów (Petite-Pologne)
Pour les articles homonymes, voir Rozkochów.
Rozkochów est un village de Pologne, situé dans la gmina de Babice, dans le Powiat de Chrzanów, dans la Voïvodie de Petite-Pologne dans le Sud de la Pologne.